# زاکژووک (استان لوبلین)
زاکژووک (به لهستانی:  Zakrzówek) یک روستا در لهستان است که در گمینا زاکژووک واقع شده‌است.